# المجمع المغلق سبتمبر 1590
المجمع المغلق سبتمبر 1590 هو المجمع الموكول بانتخاب بابا الكنيسة الكاثوليكية الجديد بعد استقالة البابا. انعقد مجمع الكرادلة لانتخاب البابا الجديد بدءًا من
7 سبتمبر 1590 وانتهى في 15 سبتمبر 1590. انتُخبَ أوربان السابع ليكون البابا الجديد للكنيسة.
عُقدَ المجمع في الفاتيكان .